# Nicole Appleton
Nicole Marie Appleton (Hamilton, Ontario, 7 de diciembre de 1974) es una cantante canadiense de música pop e integrante del grupo All Saints. Ella formó el dúo Appleton con su hermana mayor Natalie.

## Biografía
Appleton nació en Hamilton, Ontario, Canadá. Tiene tres hermanas mayores; Lori, Lee, y Natalie. En su adolescencia vivió en Toronto, Nueva York, y Londres.
En 1983, se integró a a escuela de teatro Sylvia Young Theatre School en Londres en donde conoció a Melanie Blatt, con la que inmediatamente se convirtieron en amigas. En 1995, Nicole y su hermana Natalie junto a Melanie Blatt y Shaznay Lewis formaron la banda All Saints. La banda fue todo un éxito, pero se separaron en 2001.
El 7 de diciembre de 1997, Appleton conoció a Robbie Williams cuando estaban filmando para Top of the Pops. Ellos tuvieron un pequeño amorío el que luego se transformó en una relación más formal. Posteriormente Appleton quedó embarazada, aunque Williams quiso ser el padre, según la biografía de Appleton Together, su sello discográfico (London Records) la forzó para que se realizase un aborto. Aunque esta versión ha sido desmentida por el sello.
En 2000, Appleton comenzó una relación con Liam Gallagher, el vocalista de Oasis. Dio a luz a su hijo, Gene Gallagher, el 2 de julio de 2001. Gallagher compuso la canción Songbird, la que habla de su amor por Appleton. La pareja se casó en Londres, la mañana del 14 de febrero de 2008.
También en 2000, Nicole y Natalie aparecieron en el film Honest, en donde realizaron escenas de desnudos; el film aparece en la lista universally panned film, lista de los peores films de la historia.
All Saints se separó en 2001. En sus cinco años de carrera, la banda grabó un total de cinco singles #1.
Nicole y Natalie formaron una nueva banda (Appleton) y lanzaron su álbum debut Everything's Eventual en febrero de 2003, y un documental (Appleton on Appleton) que fue emitido por la BBC, donde muestra la vida privada de estas dos hermanas.
All Saints se reunió a comienzos de 2006 y lanzó su tercer álbum de estudio, titulado Studio 1 el 13 de noviembre de 2006.
Nicole es frecuentemente la coanimadora de The Hot Desk para ITV Mobile y ITV2 - un show de música para teléfonos celulares.

## Links
- Nicole Appleton en Myspace
- Nicole Appleton en Internet Movie Database (en inglés).

- Datos: Q2167793
- Multimedia: Nicole Appleton / Q2167793